# Winston-Salem Open 2019
Il Winston–Salem Open 2019, in precedenza conosciuto come Pilot Pen Tennis, è stato un torneo di tennis giocato sul cemento. È stata la 39ª edizione del Pilot Pen Tennis, che fa parte della categoria ATP Tour 250 nell'ambito dell'ATP Tour 2019. Il torneo si è giocato alla Wake Forest University di Winston-Salem, nella Carolina del Nord, dal 19 al 25 agosto 2019. È stato l'ultimo torneo prima degli US Open 2019.

## Partecipanti

### Teste di serie
| Nazionalità | Giocatore            | Ranking* | Testa di serie |
| ----------- | -------------------- | -------- | -------------- |
| Francia     | Benoît Paire         | 29       | 1              |
| Canada      | Denis Shapovalov     | 34       | 2              |
| Polonia     | Hubert Hurkacz       | 40       | 3              |
| Portogallo  | João Sousa           | 43       | 4              |
| Regno Unito | Daniel Evans         | 44       | 5              |
| Stati Uniti | Sam Querrey          | 45       | 6              |
| Italia      | Lorenzo Sonego       | 47       | 7              |
| Serbia      | Filip Krajinović     | 50       | 8              |
| Spagna      | Albert Ramos Viñolas | 51       | 9              |
| Stati Uniti | Frances Tiafoe       | 52       | 10             |
| Spagna      | Pablo Carreño Busta  | 53       | 11             |
| Norvegia    | Casper Ruud          | 54       | 12             |
| Serbia      | Miomir Kecmanović    | 58       | 13             |
| Francia     | John Millman         | 61       | 14             |
| Francia     | Ugo Humbert          | 62       | 15             |
| Spagna      | Feliciano López      | 63       | 16             |

* Ranking al 12 agosto 2019.

### Altri partecipanti
I seguenti giocatori hanno ricevuto una Wild card per il tabellone principale:
- Tomáš Berdych
- Andy Murray
- Denis Shapovalov
- Frances Tiafoe

I seguenti giocatori sono entrati in tabellone con il ranking protetto:
- Cedrik-Marcel Stebe
- Amir Weintraub

I seguenti giocatori sono passati dalle qualificazioni:

- Damir Džumhur
- Bjorn Fratangelo
- Marcos Giron
- Raymond Sarmiento

### Ritiri
Prima del torneo
- Nikoloz Basilašvili → sostituito da  Thiago Monteiro
- Borna Ćorić → sostituito da  Albert Ramos Viñolas
- Pablo Cuevas → sostituito da  Tennys Sandgren
- Federico Delbonis → sostituito da  Alexei Popyrin
- Hugo Dellien → sostituito da  Prajnesh Gunneswaran
- Bradley Klahn → sostituito da  Jaume Munar
- Jozef Kovalík → sostituito da  Amir Weintraub
- Michail Kukuškin → sostituito da  Lee Duck-hee
- Adrian Mannarino → sostituito da  Denis Kudla
- Yoshihito Nishioka → sostituito da  Antoine Hoang

Durante il torneo
- Jérémy Chardy
- Aleksandr Bublik
- Lloyd Harris
- Filip Krajinović
- Feliciano López

## Partecipanti al doppio

### Teste di serie
| Nazione     | Giocatore      | Nazione     | Giovatore     | Ranking* | Testa di serie |
| ----------- | -------------- | ----------- | ------------- | -------- | -------------- |
| Polonia     | Łukasz Kubot   | Brasile     | Marcelo Melo  | 9        | 1              |
| Stati Uniti | Rajeev Ram     | Regno Unito | Joe Salisbury | 40       | 2              |
| Croazia     | Nikola Mektić  | Croazia     | Franko Škugor | 43       | 3              |
| Germania    | Kevin Krawietz | Germania    | Andreas Mies  | 43       | 4              |

* Ranking aggiornato al 12 agosto 2019.

### Altri partecipanti
Le seguenti coppie hanno ricevuto una wildcard per il tabellone principale:
- Jonathan Erlich /  Leander Paes
- Nicholas Monroe /  Tennys Sandgren

## Campioni

### Singolare
Hubert Hurkacz ha sconfitto in finale  Benoît Paire con il punteggio di 6–3, 3–6, 6–3.
- È il primo titolo in carriera per Hurkacz.

### Doppio
Łukasz Kubot /  Marcelo Melo hanno sconfitto in finale  Nicholas Monroe /  Tennys Sandgren con il punteggio di 6(6)–7, 6–1, [10–3].